# Yvonne Rüegg
Yvonne Rüegg, född 2 augusti 1938 i Chur, är en inte längre aktiv alpin skidåkare från Schweiz.
Rüegg blev olympisk mästare i storslalom vid vinterspelen 1960 i Squaw Valley. Tävlingen räknades även som världsmästerskapen i alpin skidsport.
Rüegg blev 9:a under samma OS i störtlopp.